# Växjö garnison
Växjö garnison är en garnison inom svenska Försvarsmakten som verkat i olika former sedan 1919. Garnisonen är belägen i sydvästra delen av Växjö. Kronobergs regemente

## Historik
Åren 1916–1920 uppfördes ett kasernetablissementet i Växjö ritat av Magnus Dahlander, en arkitekt som ritade en serie del arméns kaserner, i samband med indragningen av indelningsverket och flyttningen från exercishedar till kasernetablissementet i garnisonsstäderna. Den 1 november 1919 förlades Kronobergs regemente till ett det nya kasernetablissementet, det efter att från vapenövats sedan 1778 på Kronobergshed norr om Alvesta. Den 11 november 1920 hölls en ceremoni över inflyttningen.

## Regementesstaden
Kasernetablissementet uppfördes efter 1901 års härordnings byggnadsprogram efter Kasernbyggnadsnämndens andra typritningsserie för infanterietablissemang. Ursprungligen uppfördes 65 byggnader men genom regementets utveckling kom antalet byggnader till sist omfatta ett 100-tal byggnader. Från de gamla underofficersvillorna i öster till förråds- och verkstadsområdet i väster var det ett avstånd på cirka 1 kilometer. Kasernerna döptes under 1950-talet till Wrangel (kasern 1), Drake (kasern 2), Stenbock (kasern 3), Skytte (kasern 4), Cronman (kasern 5) och Horn (kasern 6). I samband med att regementets grundutbildning upphörde 1992 avyttrades större delen av kasernetablissementet och övertogs av Växjö kommun och den kvarvarande verksamheten började överföras till den byggnad som tidigare utgjort regementssjukhus. Efter att grundutbildningen upphörde vid regementet övergick förvaltningen av kasernetablissementet den 1 juli 1992 till Byggnadsstyrelsen, vilka i sin tur kom att ställa kasernetablissementet till Statens invandrarverk förfogande som flyktingförläggning. Mellan den 24 augusti 1992 till årsskiftet 1993/1994 var drygt 1500 flyktingar från Jugoslavien förlagda till kasernerna. Den 14 december 1992 flyttade regementsstaben in i regementets sjukhus, vilket byggts om till ny stabsbyggnad.
Från 1998 övertogs den nya stabsbyggnaden av Kronobergsgruppen (från 2005 benämnd Kalmar- och Kronobergsgruppen). År 2011 sålde Fortifikationsverket den sista fastigheten vid Regementsstaden, då ägandet av den så kallade Baracktomten (10:25) övergick till Växjö kommun. I augusti 2012 lämnade Försvarsmakten Regementsstaden och de cirka 20 anställda flyttade från den gamla sjukhusbyggnaden ut till Räppe. De ursprungliga byggnaderna inom kasernetablissement har sedan regementets avveckling omformats till en företagsby, Företagsstaden I 11. På det gamla förråds- och verkstadsområdet i väster ligger köpcentrumet "Handelsplats I 11". Utanför kasernetablissementet, längs Storgatan, har anlagts en cirkulationsplats. I mitten av denna står idag en vaktkur i regementets färger samt en militärcykel för att påminna om områdets historia.

## Räppe
I augusti 2012 förlades Kalmar- och Kronobergsgruppen till det före detta intendenturförrådet i Räppe i västra Växjö, som ursprungligen utgjorde Arméns intendenturförråd i Växjö (AIV) och från 1966 militärområdesförråd inom det som 1994 bildade Södra underhållsregementet (Uhreg S). Åren 2012–2019 var förläggningen underställd chefen för Marinbasen, sedan 2020 är den underställd chefen för Södra militärregionen.

## Kosta läger
Kosta läger är ett lägerområde som påbörjades uppföras i februari 1974 i den södra delen av Kosta skjutfält. I juni 1976 stod det färdigt och invigdes den 29 oktober 1976 av chefen för Kronobergs regemente, Bertil Malgerud. Lägret vid skjutfältet är anpassat för att ge service till ett kompani på 150 man med förläggning inomhus, samt en övningsbataljon på 1.000 man med förläggning utomhus på färdigställda tältplatser. Bebyggelsen i lägret utgjordes initialt av två sanitetshus, expeditionslokaler, kompaniförråd, matsal med kök, marketenteri, drivmedelsanläggning, mobiliseringsförråd samt parkeringsplatser för civila och militära fordon. Sedan 2018 har lägret en fast militär utbildningsplattform för militära grundutbildning.

## Skjutfält
- Bäckaslövsgärdet
- Kronobergshed
- Kosta skjutfält
- Notteryds skjutfält